# AMD Phenom
Phenom（フェノム）は、アドバンスト・マイクロ・デバイセズが2007年11月19日に発表した、x86_64互換のマイクロプロセッサである。名前の由来は「驚異的な・目を見張る」といった意味の「Phenomenal」より。稀に「ペノム」とも呼称されるが、正しくは「フェノム」である。2009年1月より Phenom II を発売した。

## 登場までの経緯
Intel の Core 2 Quad によるクアッドコア ブームの折、AMD にも早急にクアッドコア CPU の発売が求められていた。Kentsfield がデュアルコアの 2ダイによる「なんちゃってクアッドコア」（インテル日本法人担当談）であるのに対し、Phenom は 4つのコアを 1ダイに収めた「真のクアッドコア」「ネイティブクアッドコア」である点を強調。「Are you "ネイティブ"?」のキャッチコピーで、対抗感を滲ませていた。また、なかなか出荷に漕ぎ着けないまま、威勢の良い事を発言するAMDに対して、見掛け倒しであることを揶揄して「Phenomは張り子のクアッド」（インテル日本法人担当談）などと命名し、煽っていた。
当初はクアッドコア製品が「Phenom X4」、デュアルコア製品が「Phenom X2」と名付けられていた。しかし、出荷直前の2007年9月に急遽トリプルコア製品をラインナップに加えると発表し、クアッドコア製品は「Phenom 9000」、トリプルコア製品は「Phenom 8000」、デュアルコア製品は開発中止となり、代わりに「Athlon X2 7x50」 (Kuma) が発表された。
この世界初の x86 トリプルコア採用 CPU はPhenom 9000 シリーズのコアを 1個無効化したものとされ、歩留まりが向上すると共に価格や消費電力が低下する点をセールスポイントとした。PhenomIIの方が有名だが､一部において､無効化されているコアを復活できると話題になった。

## 発売後の状態
後発だけあって Core 2 Quad の対抗馬として大きく注目され、発売後は各種メディアでベンチマーク比較が数多く行われたが、その結果 Core 2 Quad を超えるものではないとする評価が多勢を占めた。要因としては、完全なマルチスレッド処理となっているアプリケーションやゲームがまだ僅かしかなく、Phenom が得意とする処理は従来プログラマーにとって避けるべき処理とされていたことや、絶対的なクロック数の低さ、消費電力の高さなどが挙げられている。これにより、新製品にもかかわらず高値を付けることができず、TLB のエラッタ（後述）が発覚してからは更に値が下がる窮状となった。なお、このエラッタが解消された2008年3月からは、再び Phenom 9000 が Phenom X4 9000 に、Phenom 8000 が Phenom X3 8000 に改称された。

### TLBのエラッタ問題
K10マイクロアーキテクチャでの最初のリビジョンである B2 では、全 CPU モデルで L2 キャッシュの不具合が原因で、L3 キャッシュ内容が特定の条件で破壊されるという、エラッタの存在が公表されている。L2 / L3 キャッシュと Translation Lookaside Buffer (TLB) に関わる問題であり、最悪の場合、OS がフリーズしたりデータが破損したりする可能性があるが、通常使用によるエラッタによっての問題の発生確率は低い。
このエラッタを回避するには、BIOS や OS によってモデル固有レジスタ (MSR; Model Specific Register) の設定で TLB のキャッシュを無効化するしかないが、TLB のキャッシュを無効化した場合はアプリケーション レベルで性能が 5% から 10% 低下する。このエラッタは同じ K10マイクロアーキテクチャを採用する Opteron でも発生し、Barcelonaの一時販売停止から大量出荷の延期に繋がると共に、高価格で販売できる新製品の出足を挫いた。
Phenom の発売後まもなく TLB のキャッシュを無効化するための MSR の変更を行うコードを含んだ BIOS や OS での対策が始まり、2008年3月からはエラッタを解消した B3 ステップが順次発売されている。通常、ステッピングの更新でモデルナンバーが変更されることはないが、B3 ステップの Phenom はモデル ナンバーが 50 増加しており異例の差別化が図られた。

## デスクトップ向けラインナップ

### K10世代
Agena
- 対応ソケット: Socket AM2+

| ブランド  | 型番    | CPU                   | CPU            | CPU             | CPU             | TDP (W) | 対応メモリ | HT (MHz) |
| ブランド  | 型番    | コア数 （スレッド数） | クロック (GHz) | キャッシュ (MB) | キャッシュ (MB) | TDP (W) | 対応メモリ | HT (MHz) |
| ブランド  | 型番    | コア数 （スレッド数） | クロック (GHz) | L2              | L3              | TDP (W) | 対応メモリ | HT (MHz) |
| --------- | ------- | --------------------- | -------------- | --------------- | --------------- | ------- | ---------- | -------- |
| Phenom X4 | 9950 BE | 4 (4)                 | 2.6            | 2               | 2               | 140     | DDR2-1066  | 2000     |
| Phenom X4 | 9850 BE | 4 (4)                 | 2.5            | 2               | 2               | 125     | DDR2-1066  | 2000     |
| Phenom X4 | 9850    | 4 (4)                 | 2.5            | 2               | 2               | 125     | DDR2-1066  | 2000     |
| Phenom X4 | 9750    | 4 (4)                 | 2.4            | 2               | 2               | 125     | DDR2-1066  | 1800     |
| Phenom X4 | 9650    | 4 (4)                 | 2.3            | 2               | 2               | 95      | DDR2-1066  | 1800     |
| Phenom X4 | 9600 BE | 4 (4)                 | 2.3            | 2               | 2               | 95      | DDR2-1066  | 1800     |
| Phenom X4 | 9600    | 4 (4)                 | 2.3            | 2               | 2               | 95      | DDR2-1066  | 1800     |
| Phenom X4 | 9550    | 4 (4)                 | 2.2            | 2               | 2               | 95      | DDR2-1066  | 1800     |
| Phenom X4 | 9500    | 4 (4)                 | 2.2            | 2               | 2               | 95      | DDR2-1066  | 1800     |
| Phenom X4 | 9450e   | 4 (4)                 | 2.1            | 2               | 2               | 65      | DDR2-1066  | 1800     |
| Phenom X4 | 9350e   | 4 (4)                 | 2.0            | 2               | 2               | 65      | DDR2-1066  | 1800     |
| Phenom X4 | 9150e   | 4 (4)                 | 1.8            | 2               | 2               | 65      | DDR2-1066  | 1600     |
| Phenom X4 | 9100e   | 4 (4)                 | 1.8            | 2               | 2               | 65      | DDR2-1066  | 1600     |

Toliman
- 対応ソケット: Socket AM2+

| ブランド  | 型番    | CPU                   | CPU            | CPU             | CPU             | TDP (W) | 対応メモリ | HT (MHz) |
| ブランド  | 型番    | コア数 （スレッド数） | クロック (GHz) | キャッシュ (MB) | キャッシュ (MB) | TDP (W) | 対応メモリ | HT (MHz) |
| ブランド  | 型番    | コア数 （スレッド数） | クロック (GHz) | L2              | L3              | TDP (W) | 対応メモリ | HT (MHz) |
| --------- | ------- | --------------------- | -------------- | --------------- | --------------- | ------- | ---------- | -------- |
| Phenom X3 | 8850    | 3 (3)                 | 2.5            | 1.5             | 2               | 95      | DDR2-1066  | 1800     |
| Phenom X3 | 8750 BE | 3 (3)                 | 2.4            | 1.5             | 2               | 95      | DDR2-1066  | 1800     |
| Phenom X3 | 8750    | 3 (3)                 | 2.4            | 1.5             | 2               | 95      | DDR2-1066  | 1800     |
| Phenom X3 | 8650    | 3 (3)                 | 2.3            | 1.5             | 2               | 95      | DDR2-1066  | 1800     |
| Phenom X3 | 8600    | 3 (3)                 | 2.3            | 1.5             | 2               | 95      | DDR2-1066  | 1800     |
| Phenom X3 | 8550    | 3 (3)                 | 2.2            | 1.5             | 2               | 95      | DDR2-1066  | 1800     |
| Phenom X3 | 8450    | 3 (3)                 | 2.1            | 1.5             | 2               | 95      | DDR2-1066  | 1800     |
| Phenom X3 | 8450e   | 3 (3)                 | 2.1            | 1.5             | 2               | 65      | DDR2-1066  | 1800     |
| Phenom X3 | 8400    | 3 (3)                 | 2.1            | 1.5             | 2               | 95      | DDR2-1066  | 1800     |
| Phenom X3 | 8250e   | 3 (3)                 | 1.9            | 1.5             | 2               | 65      | DDR2-1066  | 1600     |